# Erik Daarstad
Erik Daarstad (* 27. Juni 1935 in Fjotland, Norwegen), manchmal auch als Eric Daarstad erwähnt, ist ein norwegisch-US-amerikanischer Kameramann.

## Leben
Daarstad wurde in dem kleinen Bergdorf Fjotland in Norwegen geboren und wuchs in Sandnes an der Südwestküste auf. 1943 wurde sein Vater bei einem Bombenangriff getötet. Während der Gymnasialzeit an der Skavanger katedralskole entwickelte er eine Faszination für Fotografie und Film und entschied sich 1954, an der Filmschule der University of Southern California (USC), Kameraführung zu studieren. Anschließend wollte er nach Norwegen zurückkehren und dort in der Filmproduktion arbeiten, stattdessen entschied er sich in Los Angeles zu bleiben. Nach dem USC-Abschluss im Jahr 1957 arbeitete er als Produktionsassistent, Kameraassistent und Oberbeleuchter. Im Januar 1958 begannen die Dreharbeiten zu Kent Mackenzies The Exiles, ein Dokudrama über eine Gruppe von Indianern im Stadtbezirk Bunker Hill von Los Angeles, an dem Daarstad neben John Morrill und Robert Kaufman als Kameramann und Co-Produzent mitwirkte. Daneben war er für zwei Jahre als Kameramann bei der United States Army tätig. 1964 wurde er US-amerikanischer Staatsbürger.
Anfang der 1960er Jahre begann Daarstads Arbeit als professioneller Kameramann. Er fotografierte Hunderte von Filmen und seine Bandbreite reichte von 30-sekündigen Werbespots, über Spielfilme bis hin zu Episoden bekannter Fernsehserien, wie Fame – Der Weg zum Ruhm oder Junge Schicksale. Der Großteil seiner Arbeit war jedoch in Dokumentarfilmen zu sehen. Sechs kurze Dokumentarfilme, die Daarstad fotografierte, wurden für einen Oscar nominiert, darunter The Spirit of America (1964), Four Stones for Kanemitsu (1974), Notes on the Popular Arts (1978), Never Give Up: The 20th Century Odyssey of Herbert Zipper (1996) und Sing! (2001). Der Film Why Man Creates von Saul Bass gewann 1969 den Oscar für den besten kurzen Dokumentarfilm. Die Filme Elvis on Tour (1972) und Die Paarungen der Tiere (1974), an denen Daarstad ebenfalls als Kameramann mitwirkte, wurden mit dem Golden Globe Award für den besten Dokumentarfilm ausgezeichnet beziehungsweise dafür nominiert.  Der Film The Great Whales der Reihe National Geographic Specials erhielt 1978 einen Primetime Emmy Award in der Kategorie „Outstanding Informational Special“ und 1983 wurde Daarstad für die Episode Have You Ever Been Ashamed of Your Parents? der ABC-Serie Junge Schicksale für einen Daytime Emmy Award als bester Kameramann nominiert.
Im Verlauf seiner 60-jährigen Karriere hatte Daarstad Begegnungen mit Lyndon B. Johnson, Robert F. Kennedy, Ronald Reagan, Adlai Ewing Stevenson junior, Aaron Copland, Jane Goodall, Paul Newman, John Wayne, Kim Novak und Natalie Wood. Daarstad arbeitete für die National Geographic Society, für Disney, Metro-Goldwyn-Mayer, die American Film Foundation, Wolper Productions, zahlreiche kleinere Independent-Firmen und war an mehreren Produktionen des Public Broadcasting Service (PBS) beteiligt. Er drehte u. a. in Grönland, Südamerika und Afrika. 2015 erschien seine Autobiographie Through the Lens of History: The Life Journey of a Cinematographer.
Daarstad lebt mit seiner Frau Louanne in Sandpoint, Idaho. Das Paar hat drei Kinder. 2013 wurde er mit dem Lifetime Achievement Award des seit 2006 stattfindenden Sand-Point-Filmfestivals ausgezeichnet.